# Irmgard Seefried
Maria Theresia Irmgard Seefried (Köngetried, Baviera, Alemanya, 9 d'octubre de 1919 - Viena, Àustria, 24 de novembre de 1988) soprano alemanya.
Procedent d'una família de mestres i musics aficionats, rebé les primeres lliçons de cant i piano del seu pare. Als set anys, participà en una representació d'aficionats de Hansel i Gretel Engelbert Humperdinck, el que va decidir el seu futur.
Estudià amb Albert Mayer en el Conservatori d'Augsburg. Amb només vint anys fou invitada per Herbert von Karajan a l'Òpera d'Aquisgrán, on canta els seus primers papers mozartians i es perfeccionà en les especialitats d'Oratori i lied amb Wilhelm Pitz i Theodor Bernhard Rehmann, actuant amb freqüència en el cor de la catedral. El 1934, ingressà en la companyia de l'Òpera de Viena, en la que debuta amb l'Eva de Els mestres cantaires de Núremberg amb Karl Böhm. El juny de 1944, cantà en el paper de Compositor a Ariadne auf Naxos per expres desig de Richard Strauss en la commemoració del 80è aniversari de l'autor.
El 1947, debutà en el Covent Garden (Così fan tutte); el 1948 a La Scala amb Le nozze di Figaro, i el 1953, en el Metropolitan de Nova York amb la mateixa òpera. El cinc de novembre de 1955, cantà el paper de Marzelline en la històrica sessió de reobertura de l'Òpera de Viena, en la funció de Fidelio que dirigí Karl Böhm.
Va estar casada amb Wolfgang Schneiderhan.

## Discografia
- Johannes Brams Un Rèquiem alemany dirigit per Bruno Walter
- Joseph Haydn Die Schöpfung Eugen Jochum
- Gustav Mahler Simfonia nº. 4 Bruno Walter
- Wolfgang Amadeus Mozart Cosí fan tutte Eugen Jochum
- Wolfgang Amadeus Mozart Le nozze di Fígaro Herbert von Karajan
- Wofgang Amadeus Mozart Don Giovanni Ferenc Fricsay
- Franz Schubert Lieder's Erba Werba
- Robert Schumann Frauenliebe und leben Erba Werba
- Richard Strauss At¡riadne auf Naxos Herbert von Karajan
- Richard Strauss Der Rosenkavalier Karl Böhm
- Richard Wagner Die Meistersinger von Nürnberg Fritz Reiner
- Carl Maria von Weber Der Freischütz Eugen Jochum
- Hugo Wolf Mörike Lieder und Lieder Erba Werba
- Àries d'Òperes de Strauss, Mozart, Bizet, verdi, etc.,..
- Duets amb Elizabeth Schwarzkof amb Gerald Moore, piano